# Geschichte Burkina Fasos

Flagge Burkina Fasos

Die Geschichte Burkina Fasos umfasst die Entwicklungen auf dem Gebiet des heutigen Staates Burkina Faso von der Urgeschichte bis zur Gegenwart. Burkina Faso ist von ethnischer Vielfalt geprägt. In der Frühen Neuzeit teilten sich das Territorium mehrere Reiche, von denen das Reich der Mossi das bedeutendste war. Am Ende des 19. Jahrhunderts wurde das Gebiet französische Kolonie.
In den ersten Jahrzehnten des seit 1960 unabhängigen Staates (bis 1984 Obervolta) kam es durch zahlreiche Putsche zu politischer Instabilität. Die Revolution des Thomas Sankara (1983–1987) brachte völlig neue politische Ansätze; mit starken Abstrichen wurde sie als „berichtigte Revolution“ unter Sankaras Nachfolger Blaise Compaoré fortgesetzt.

## Vor- und Frühgeschichte
Archäologische Funde auf burkinischem Territorium beweisen eine Siedlungsgeschichte, die mindestens vor 14.000 Jahren begann. Die frühen Bewohner waren Jäger und Sammler, von denen 1973 zahlreiche Artefakte, wie zum Beispiel Meißel und Schaber, gefunden wurden. Um etwa 3600 v. Chr. bis 2600 v. Chr. wurden sie sesshaft, begannen mit Ackerbau und dem Anlegen von festen Siedlungen. Vor etwa 3500 Jahren begannen die Menschen mit der Nutzung von Eisen und Keramik, Grabbeilagen lassen auf ein sich entwickelndes spirituelles Bewusstsein schließen. Vor etwa 3000 Jahren bauten die Menschen bei Tin-Akoff Perlhirse an.
Fundstellen von frühzeitlichen Artefakten sind vor allem in der Gegend der Pics de Sindou im Südwesten und am Mare d’Oursi im Norden des Landes.
Es konnten Felsmalereien mit Darstellungen von Eidechsen, Schildkröten, Pferden und Antilopen entdeckt werden. Besonders die Gegend um Markoye im Sahel ist reich an Felszeichnungen.

## Präkoloniale Ära

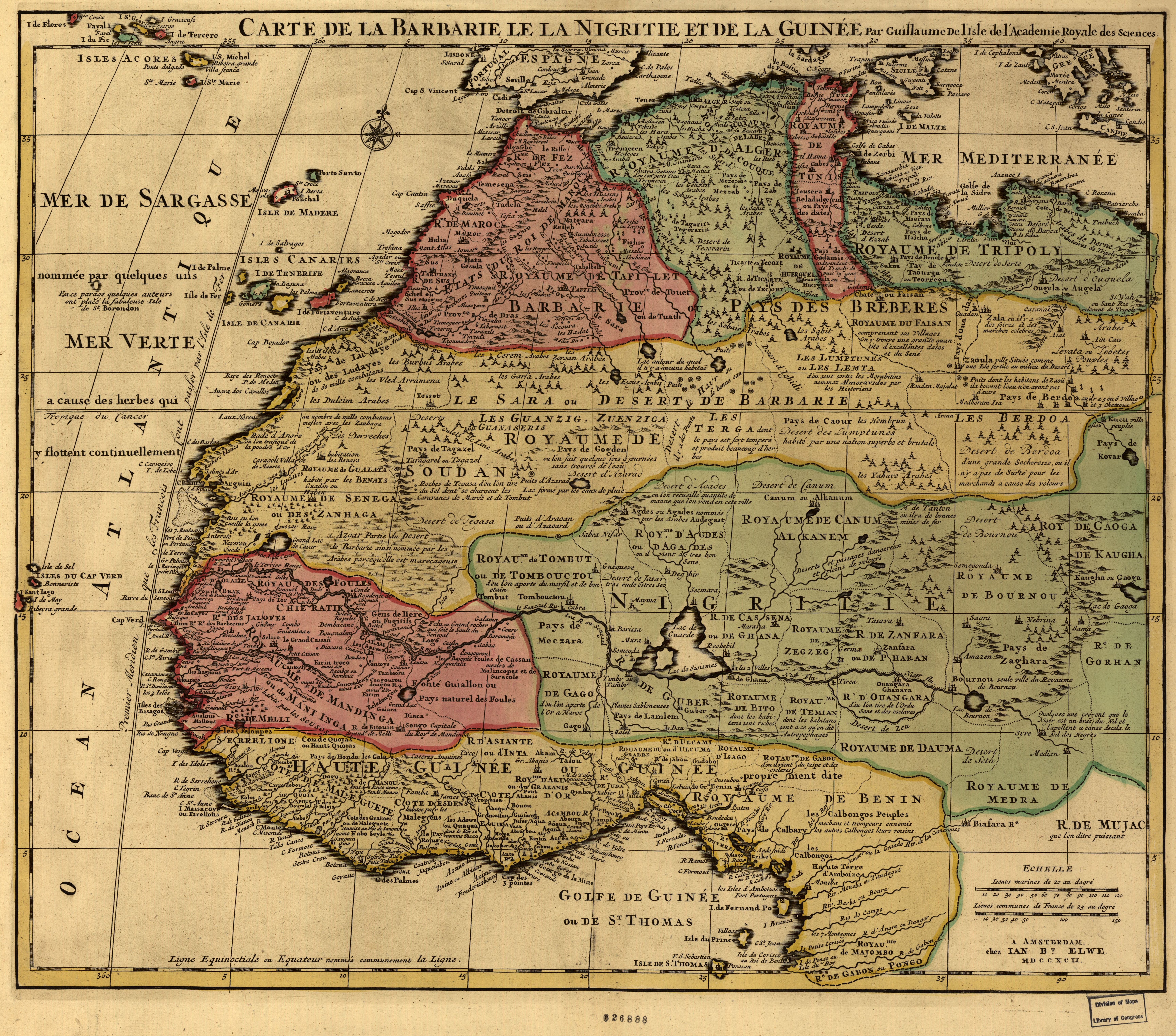
Karte Westafrikas von 1742

Einige der heute in Burkina Faso lebenden Ethnien, zum Beispiel die Dogon, waren schon zum Ende des ersten Jahrtausends nach Christus auf dem heutigen Gebiet ansässig und in autonomen Gemeinschaften organisiert. Um das 12. Jahrhundert begann die Zeit der großen Wanderungen, die nach und nach die ethnischen Gruppen aus Ghana oder Mali ins Land brachten, die bis heute die burkinische Bevölkerung ausmachen.

### Reiche der Mossi

#### Gründungsmythen der Mossireiche(Moogho)
Im 15. Jahrhundert zogen die Mossi aus dem Norden des heutigen Ghana in den Norden, was ihrer Mythologie nach folgendermaßen stattfand; Prinzessin Yennenga zog, um sich dem Einfluss ihrer Familie zu entziehen in Richtung Norden und bekam mit dem Jäger Rialé einen Sohn namens Ouédraogo, der in der Folge aus dem von seinen Eltern gegründeten Dorf, das Reich Tenkodogo schuf, das älteste der Mossireiche. In diesem streng hierarchisch strukturierten Staat lag die Basis für die Macht der Mossiherrscher in den folgenden Jahrhunderten. Ouédraogos Sohn Oubri zog später weiter in Richtung Westen und stieß auf das Siedlungsgebiet der Nyonyonsé. Er eroberte deren Hauptstadt Kombentinga und gründete Wogodogo, das spätere Ouagadougou. Er ernannte sich zum Moogho Naba, dem Herrscher über die Mossi und begründete damit die Dynastie von Oubritenga. Die Nyonyonsé assimilierten sich im Laufe der Zeit mit den Mossi.

#### Entstehung neuer Reiche
Nur für eine kurze Periode am Anfang des 16. Jahrhunderts kann man von einem einzigen zusammenhängenden Mossi-Imperium, genannt Moogho, sprechen, bis im Norden von Naaba Yadega das Reich Yatenga gegründet wurde. Damit entstand ein neues unabhängiges Reich, über das der Moogho Naaba, praktisch keinen Einfluss hatte. Ein einheitliches Mossi-Reich konnte nicht existieren. Dies lag unter anderem an internen dynastischen Problemen, Kriegen zwischen benachbarten Reichen und den Gegensätzen der Mossi und den übrigen Ethnien der Region. Nicht auf Basis von politischer Einheit, sondern auf kulturellem Gebiet definiert sich das Moogho; der gemeinsame Gründungsmythos, die sozioethnische Integration, die Assimilation von Fremden, sowie die gemeinsamen Traditionen und religiösen Vorstellungen bilden das Band, das die Mossireiche verbindet. Eine zentrale Herrschaft durch den Moogho Naaba existierte nicht. Insgesamt geht man von 19 Mossistaaten aus.
Im 18. Jahrhundert regierte in Yatenga Naaba Kango 30 Jahre lang, nachdem er mit Hilfe anderer Ethnien den zuvor verlorenen Thron erobern konnte. Nach seinem Tod zersplitterte das Reich in zahlreiche Dynastien; diese Schwächung half den Franzosen bei der Eroberung. Über Jahrhunderte konnten sich die Mossi behaupten und den Einfluss des Islam aus dem Norden abwehren. Erst 1785 trat der erste Moogho Naba zum Islam über, die traditionellen Glaubensvorstellungen und Bräuche wurden allerdings nicht aufgegeben. Die Mossireiche behielten ihre Macht und Bedeutung bis zur Ankunft der Franzosen Ende des 19. Jahrhunderts. Nach dem Tode Naaba Koutous 1871 stritten seine Söhne um die Macht; als Naaba Sanem regierte der Ältere bis 1890, als nach seinem Tod der jüngere Bruder Boukary durch Drohungen zum neuen Naaba, Naaba Wobgo, gewählt wurde. Dieser versuchte sein Reich schließlich vergeblich gegen die Franzosen zu verteidigen.

#### Gourmantché im Osten
Im Osten bestand das Reich Gulmu der Gourmantché, die eng mit den Mossi verwandt sind und deren Ursprünge ebenfalls im Norden Ghanas liegen. Der legendäre Gründer des Reiches, Diaba Lompo, soll mit Ouédraogo verwandt gewesen sein. Auch Gulmu war hierarchisch organisiert, konnte Angreifer (Fulbe, Hausa) abwehren und war am Sturz des Reiches Mali beteiligt. Im 18. Jahrhundert wurde die Hauptstadt des Reiches von Pama nach Noungou in Fada N’Gourma verlegt. Interne Machtstreitigkeiten prägten Gulmu im 19. Jahrhundert: 1895 unterzeichnete Naaba Batchande einen Protektoratsvertrag mit den Franzosen, um seine Rivalen zu besiegen zu können; damit einher ging allerdings sein Machtverlust an Frankreich.

### Kong, „Gwiriko“ und Kénédougou; die Region des Westens
Im Westen kamen im 18. Jahrhundert die Dynastie der Ouattara auf, deren Macht über die Ethnien der Region dazu verleitete, von einem „Reich“ zu sprechen, was dem komplizierten Geflecht der Beziehungen zwischen den Bewohnern der Region nicht gerecht wird. Vielmehr herrschten Kriegerdynastien mit militärischer Macht über Produktionseinheiten und Handel. Im Gegensatz zu Sékou († 1745) und seinem Bruder Famagan († 1750) stand Tiéba, ihr mächtiger Gegenspieler aus Sikasso. Ein bestimmtes Territorium politisch zu verwalten, lag nicht in ihrem Interesse. Ein Machtzentrum war Kong, ein weiteres im Mouhounbogen wurde in der Geschichtsschreibung als Gwiriko bezeichnet. Die zumeist akephalen Gesellschaften der autonomen Dörfer unterhielten unterschiedlich gestaltete Beziehungen zu den maisons de guerre. Die Verwendung des Begriffes „Reich“ und ihrer Namen (Gwiriko, Kénédougou) entsprechen nicht den geschichtswissenschaftlich gesicherten Erkenntnissen. Ethnien im Einflussgebiet der Ouattara waren unter anderem Bwa, Samo oder Lobi.

### Fulbe und Tuareg im Norden
Im 15. Jahrhundert zogen die Fulbe aus dem Gebiet des heutigen Senegal in den heute burkinischen Sahel. Sie ließen sich überall dort in kleinen Gruppen nieder, wo ihre Rinderherden Wasser fanden. 1810 konnten die muslimischen Fulbe den Machtanspruch der Gourmantché abwehren und das Emirat Liptako als unabhängigen Staat mit der Hauptstadt Dori errichten. Heinrich Barth hatte bei seinem Besuch in Dori einen schlechten Eindruck bekommen; Armut und Anarchie herrschten demnach in Liptako. Im Gegensatz zu den beiden ersten Emiren, die dem Emirat eine Identität geben konnten, waren Sori Hamma und seine Nachfolger mit Kriegszügen beschäftigt, mit Ausnahme Seeku Saalus (1860–1887). Westlich davon existierte das Emirat Djelgodji mit der Hauptstadt Djibo. Liptako schloss 1891 einen Protektoratsvertrag mit Frankreich ab.
Aus dem Norden kommend und die Fulbe angreifend, wurden die Tuareg von diesen zurückgeschlagen und gründeten nördlich Liptakos ihr Reich Oudalan. Die Tuareg wurden Anfang des 20. Jahrhunderts von den Franzosen militärisch besiegt.

## Französische Kolonialzeit

### Beginn des europäischen Kolonialismus am Ende des 19. Jahrhunderts

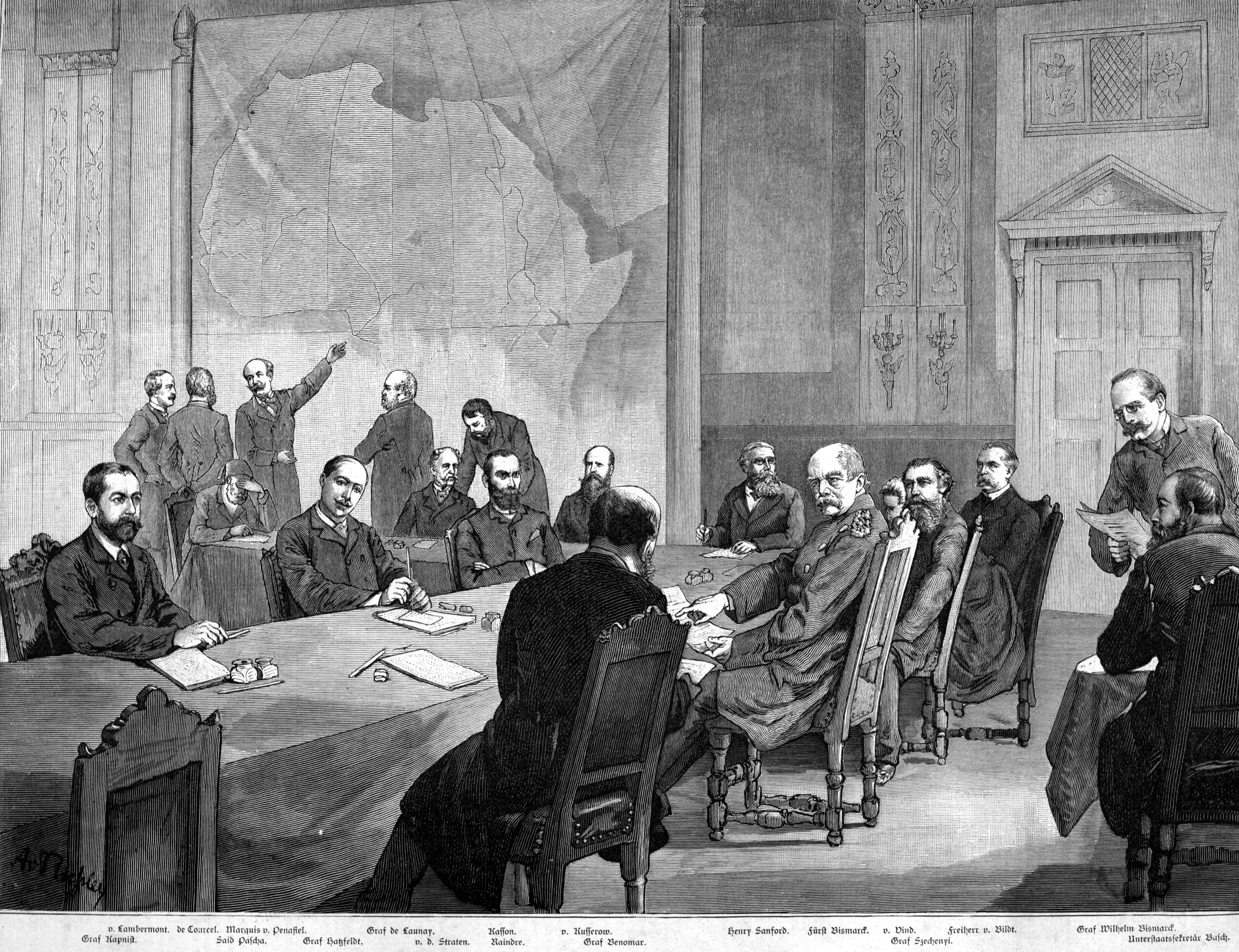
Auf der Kongokonferenz in Berlin (1884/85) wurden die Rahmenbedingungen des „Wettlaufs um Afrika“ verhandelt

Der erste Europäer, dem Kontakt mit den Bewohnern des heutigen Burkina Faso nachgewiesen werden kann, ist der deutsche Afrikaforscher Heinrich Barth. Während seiner Reise durch Nord- und Westafrika hielt er sich im Jahre 1853 etwa eine Woche lang in Dori auf, der Hauptstadt des damaligen Fulbe-Emirats Liptako.
Auf der Kongokonferenz von 1884/85 in Berlin wurde der Rahmen festgesetzt, in dem der Wettlauf um Afrika – unter anderem der Kampf um Einfluss im noch nicht kolonialisierten westafrikanischen Hinterland – stattfinden sollte. Die Reiche der Mossi, bisher von europäischer Einflussnahme verschont geblieben, erregten das Interesse der Kolonialmächte Frankreich, Deutschland und Großbritannien unter anderem wegen ihres Reichtums an potentiellen Arbeitskräften und den hierarchischen Herrschaftsstrukturen, die in ihrem Charakter europäischen Verhältnissen ähnlich erschienen. Frankreich wollte die umstrittenen Gebiete der Mossi als Bindeglied für seine Besitzungen im Sahel und an der Küste nutzen. Der Deutsche Gottlob Krause, der sich auf wissenschaftlicher Mission befand, war am 24. September 1886 der erste Europäer, der nachweislich Ouagadougou besuchte, wo er von Prinzessin Baouré Sandwidi beherbergt wurde. 1888 musste Curt von François beim Versuch, das Gebiet der deutschen Kolonie Togo nach Norden zu erweitern, im Gebiet der Bissa aufgrund von Hunger und den Feindseligkeiten der einheimischen Bevölkerung umkehren. Hans Gruner war 1894 in ähnlichem Auftrag unterwegs; eine von Ernst von Carnap-Quernheimb geführte Gruppe der Mission musste allerdings in Kombissiri umkehren, nachdem sie von Boten des Moogho Naaba dessen kategorische Ablehnung eines Besuchs in Ouagadougou überbracht bekommen hatte.

Der Franzose Louis-Gustave Binger erreichte Ouagadougou 1887

Als Folge der bei der Kongokonferenz geschlossenen Vereinbarungen sahen sich Franzosen und Briten genötigt, ihre Besitzansprüche durch Protektorats- und Freundschaftsverträge mit den autochthonen Herrschern zu untermauern. Es hatte ein Wettlauf um solche Verträge begonnen; 1887 kam Louis-Gustave Binger in Ouagadougou an, war mit seinen Bemühungen aber ebenso erfolglos, wie nach ihm Spitzer und Crozat. Zuletzt war es Louis-Parfait Monteil, der 1890 vom Moogho Naaba aus Ouagadougou verwiesen wurde. Die Mossi verdächtigten die Franzosen, mit dem vorgeblichen Wunsch nach Freundschaft und Zusammenarbeit in Wirklichkeit die Unterwerfung ihrer Reiche zu planen.
Schließlich war es der Brite George Ferguson – von der südlich gelegenen Kolonie Goldküste nach Norden vorgestoßen – dem es gelang, am 2. Juli 1894 in Ouagadougou einen Protektorats- und Freundschaftsvertrag mit dem Moogho Naaba abzuschließen. Existenz und eventuelle Rechtmäßigkeit dieses Vertrages wurden von den enttäuschten Franzosen und Deutschen angezweifelt, zumal ihrer Ansicht nach die Worte eines „Negers“ (Ferguson hatte einen afrikanischen Elternteil) kaum denselben Wert wie die Worte ihrer eigenen Offiziere haben könnten. Die Franzosen intensivierten in der Folge ihre Bemühungen, nach Ouagadougou vorzustoßen. Ein Jahr nach Fergusons Vertrag mit dem Moogho Naaba konnte Frankreich schließlich einen Protektoratsvertrag mit dem Herrscher von Gulmu, dem östlich von Ouagadougou gelegenen Nachbarreich der Gourmantché, abschließen. Die Franzosen setzten nun alles daran, von Französisch-Sudan aus, Ouagadougou zu erreichen. Auf dem Wege dorthin lag das Reich Yatenga, das von internen Machtstreitigkeiten geplagt war. Sowohl der König als auch seine Gegner hatten 1894 Frankreich um militärische Hilfe im Konflikt um die Herrschaft über das Reich gebeten. Dies war mit dem Hinweis abgelehnt worden, dass ohne abgeschlossene Bündnisverträge kein Eingreifen möglich sei. Nun arbeiteten die Franzosen an militärischen Plänen; die mission Destenave verließ am 28. April 1895 Bandiagara in Richtung Ouahigouya, der Hauptstadt Yatengas.

### Eroberung und Kolonisierung durch die Franzosen um 1900

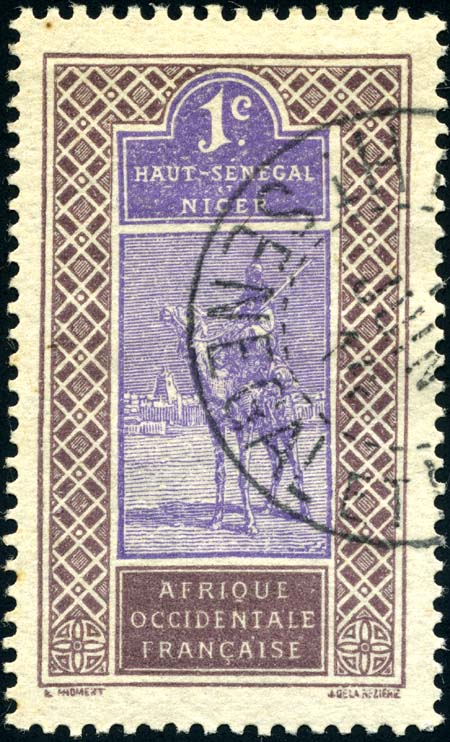
Briefmarke aus Obersenegal und Niger (1914)

#### Mission Destenave
Vorgabe des Gouverneurs der Kolonie Französisch-Sudan an Georges Destenave war es, Erkundungen über das Machtgeflecht der Mossireiche einzuholen und durch Protektoratsverträge das Recht zu erlangen, sich im Geltungsbereich niederzulassen. Destenave erreichte Ouahigouya am 12. Mai und traf mit Naaba Baoogho zusammen, dem Herrscher über Yatenga, der sich angesichts der wachsenden Popularität des Prinzen Bagaré, seinem ärgsten Widersacher, bedroht fühlte und von den Franzosen Unterstützung erhoffte. Nach tagelangen Verhandlungen sah sich Naaba Baogho gezwungen, am 18. Mai 1895 einen Protektoratsvertrag zu unterzeichnen, mit dem er auf seine Macht verzichtete und sein Reich den Franzosen unterstellte. Destenave weigerte sich, den Naaba in seinem Kampf gegen die internen Gegner zu unterstützen. So kam zwei Tage nach Destenaves Auszug aus Ouahigouya Naaba Baogho bei Kämpfen gegen Prinz Bagaré ums Leben, der daraufhin zum König (als Naaba Bulli) des nun machtlosen Reiches ernannt wurde. Destenave setzte währenddessen seinen Marsch nach Ouagadougou fort. Vor der Feindseligkeit der Bewohner Yakos gewarnt, ließ sich Destenave aber davon überzeugen, den Rückzug anzutreten. Ihm waren Informationen zugetragen worden, dass der Moogho Naaba in Ouagadougou bereit war, die kleine Gruppe der Franzosen anzugreifen und zurückzudrängen. Um eine wahrscheinliche Niederlage zu vermeiden und zukünftige Unternehmungen nicht zu erschweren, kehrte er nach Bandiagara zurück.

#### Eroberung Ouagadougous durch Voulet und Chanoine
Das für die Kolonien zuständige Ministerium unter seinem neuen Minister André Lebon erarbeitete nun Pläne, Ouagadougou mit militärischer Gewalt unter seine Kontrolle zu bringen. Paul Voulet wurde beauftragt, Engländern und Deutschen mit der Eroberung zuvorzukommen. Der Großteil der colonne Voulet bestand aus afrikanischen Soldaten, die in den Nachbarkolonien rekrutiert worden waren. Am 30. Juli 1896 verließ Voulet Bandiagara und traf wenig später auf Naaba Bulli, der von seinen Gegnern aus Ouahigouya verjagt worden war. Voulet veranlasste eine Strafexpedition, in deren Verlauf zahlreiche Dörfer verbrannt, das Vieh getötet und die Felder verwüstet wurden. Verstärkt durch die Mannen des Julien Chanoine begann am 21. August der Marsch auf Ouagadougou.
Am 1. September wurden die Franzosen einige Kilometer vor Ouagadougou von Reitern der Mossi angegriffen. Sie kamen unter Beschuss von Speeren und vergifteten Pfeilen. Die waffentechnisch besser ausgestatteten Soldaten der colonne kämpften sich bis Ouagadougou vor. Angesichts der französischen Feuerkraft war die zusammengewürfelte Truppe der Mossi, deren Zahl mit 2000 bis 10.000 Mann vermutet wird, deutlich unterlegen. Auf Seiten der Franzosen waren nur wenige Verletzte zu beklagen. Zum Zeitpunkt des Einmarsches der Truppe Voulets hatte der Moogho Naaba auf Anraten seiner Entourage Ouagadougou bereits verlassen. Er ließ am 7. September Ouagadougou von Reitern angreifen, die sich unter dem Beschuss der Franzosen aber schnell zurückziehen mussten. Der Widerstand war gescheitert, der Moogho Naaba gezwungen, in der britischen Kolonie Goldküste Zuflucht zu suchen. Trotz des militärischen Erfolges war den Franzosen die politische Unterwerfung aufgrund der Abwesenheit des Moogho Naaba noch nicht möglich.

#### Konsolidierung französischer Macht
Voulet konnte in der Folge einen Protektoratsvertrag mit den damals als Gurunsi bezeichneten Ethnien im Süden abschließen und drang bei seinen Vorgesetzten auf die Errichtung einer dauerhaften Garnison in Ouagadougou und die vollständige politische Unterwerfung. Diese wurde durch den Vertrag vom 20. Januar 1897 erreicht; der geflohene Moogho Naaba hatte ein Machtvakuum hinterlassen, das den Traditionen der Mossi zufolge geschlossen werden musste. Die übrigen Naabas in Ouagadougou unterwarfen sich mit dem Vertrag den Franzosen und kürten einen neuen Moogho Naaba.
Die Grausamkeit Voulets zeigte sich auch später bei der Unterwerfung der Samo. 1904 wurden die eroberten Gebiete Teil der Kolonie Obersenegal und Niger.
Während des Ersten Weltkriegs kam es zu schweren Revolten, da sich die Bevölkerung gegen die Zwangsrekrutierungen durch die französische Armee aufzulehnen versuchte.

### Gründung der Kolonie Obervolta 1919

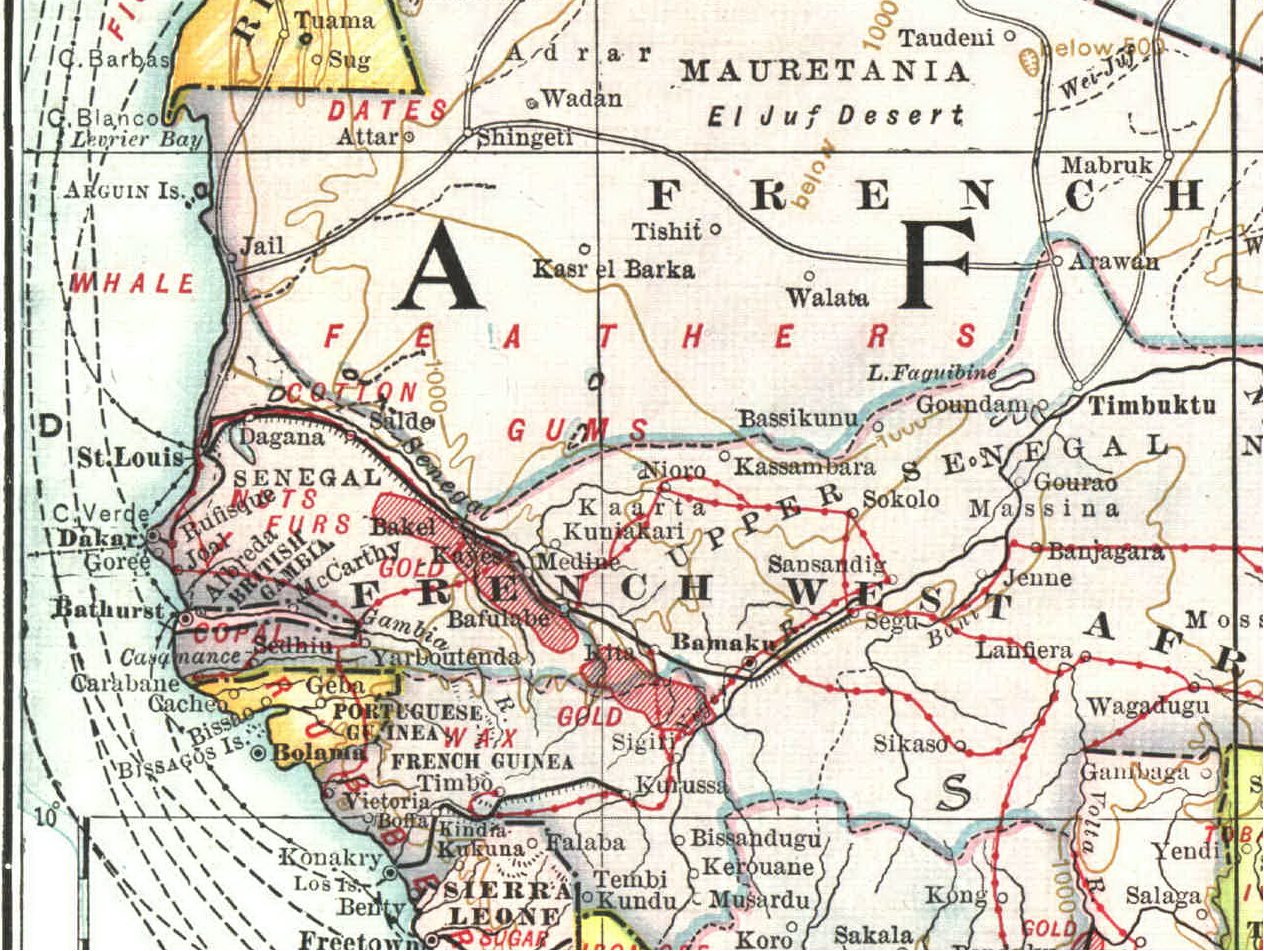
Karte Westafrikas von 1909

1919 wurde eine neue, in sieben Kreise geteilte, Kolonie Obervolta mit dem Gouverneur Édouard Hesling an der Spitze geschaffen. Mit diesem Schritt wollte man die Migration in die britische Kolonie Goldküste eindämmen und den islamischen Einfluss aus dem Norden, der bei den Revolten der vorangegangenen Jahren eine Rolle gespielt hatte, von den Mossi fernhalten, die – wenn überhaupt – den Islam nur locker praktizierten. Die auf drei Millionen Menschen geschätzte Bevölkerung galt den Franzosen als wirtschaftliches Potenzial; Zwangsarbeit und Zwangsmigration (vor allem in die Elfenbeinküste) veränderten das Leben Hunderttausender Menschen massiv. Zwangsarbeiter wurden zum Ausbau der Infrastruktur eingesetzt, den die Bevölkerung durch hohe Steuern und Abgaben finanzieren musste, da die Entwicklung der Kolonien ohne Hilfe des Mutterlandes funktionieren sollte. In jedem Dorf musste auf Gemeinschaftsfeldern Baumwolle angebaut werden.
Diese Politik der Kolonialverwaltung unter Hesling hatte nicht die erhofften Effekte; vielmehr verarmte die ländliche Bevölkerung und die Auswanderung in die Goldküste nahm wieder zu.
1926 wurden die Städte Ouagadougou und Bobo-Dioulasso als eigenständige communes gegründet, 1927 der Kreis Say an die Kolonie Niger angeschlossen. Vertreter der Kolonie im Conseil supérieur des colonies war Louis Proust. Wahlberechtigt waren nur französische Staatsbürger, ihre Zahl betrug etwa 300, darunter auch einige senegalesischen Ursprungs.

### Aufteilung Obervoltas unter den Nachbarkolonien 1932
Die französischen Herrscher lösten Obervolta 1932 wieder auf und teilten es unter den Nachbarkolonien Elfenbeinküste, Niger und Französisch-Sudan auf, da die Kolonie sich als nicht rentabel erwiesen hatte. Vor allem der bevölkerungsreiche Teil, der der Elfenbeinküste zugeschlagen wurde, sollte als Reservoir von Arbeitskräften dienen; durch den Wegfall der Grenze wurde der Einsatz der Obervoltaer in den Plantagen der Elfenbeinküste vereinfacht.
Der Bedeutungsverlust Ouagadougous wurde abgemildert, indem 1938 innerhalb der Elfenbeinküste die Region Oberelfenbeinküste geschaffen wurde, bestehend aus den ehemaligen obervoltaischen Kreisen mit Ouagadougou als Sitz eines Repräsentanten des Gouverneurs. Dies geschah unter der seit 1936 in Paris regierenden linken Front populaire, die die Kolonialpolitik humanisieren wollte. Unter dem Eindruck des Zweiten Weltkriegs, in dem viele Afrikaner in der französischen Armee gekämpft hatten und ihr Leben der Befreiung Frankreichs opferten, kam es zu politischen Bewegungen in den Kolonien, die eine Emanzipierung von Frankreich forderten. Den Obervoltaern, deren Kolonie nun nicht mehr existierte, wurde die Bedeutung dieser Aufteilung unter diesem Eindruck bewusst; einer Emanzipierung von Frankreich würde die Wiederherstellung Obervoltas vorangehen müssen. Besonders der Moogho Naaba, als Oberhaupt der Mossi, kämpfte für dieses Ziel, waren die Mossi doch die dominierende Ethnie der Kolonie gewesen, die in ihrer geografischen Ausdehnung in der Tradition der Mossireiche stand.

### Wiederherstellung von Obervolta 1947
1944 fand die Konferenz von Brazzaville statt, auf der die Neuordnung des französischen Kolonialreiches beschlossen wurde. Nach dem Zweiten Weltkrieg wurde unter Charles de Gaulle die Union française gegründet. Die Kolonien, die mehr Rechte bekamen, wurden zu Überseedepartements ernannt und konnten Abgeordnete nach Paris entsenden. Die Wahlen im Jahre 1945 in der Elfenbeinküste, zu der Ouagadougou damals gehörte, wurden zum Ausgangspunkt des Kampfes für die Wiederherstellung Obervoltas in den Grenzen von 1932. Der Moogho Naaba hatte dazu die Partei Union pour la défense et les intérêts de la Haute-Volta (UDI-HV) gegründet, die gegen Félix Houphouët-Boigny antrat, verlor und sich daraufhin in Union voltaïque (UV) umbenannte. Mit der Wiederherstellung Obervoltas 1947 war der Kampf schließlich gewonnen, die „neue alte“ Kolonie konnte nun eine eigene Regionalversammlung wählen und Repräsentanten ins französische Parlament entsenden; dies waren Henri Guissou, Mamadou Ouédraogo und Nazi Boni von der UV, die die Rassemblement démocratique africain (RDA) auf den zweiten Platz verwies. Die RDA kämpfte für Gleichberechtigung der Afrikaner innerhalb der Union française, die Zusammenarbeit zwischen den Kolonien und kooperierte mit den in Paris mitregierenden Kommunisten.
Der seit 1948 amtierende Gouverneur Albert Moragues war damit beauftragt, die Unabhängigkeitsbestrebungen, vor allem die RDA zu bekämpfen. Ihre Anhänger wurden als „Träger des Kommunismus“ brutal behandelt, nachdem die Kommunistische Partei in Paris seit 1947 nicht mehr mitregierte. Die UV sollte als Gegengewicht zur RDA dienen und dominierte, unterstützt von den traditionellen Würdenträgern der Mossi, und der politischen Elite (darunter Joseph Conombo, Henri Guissou, Mamadou Ouédraogo, Philippe Zinda Kaboré, Nazi Boni) Obervolta bis zu Moragues Weggang nach Mali 1953. Der Niedergang der UV ging einher mit dem Aufstieg des antikolonialistisch eingestellten RDA unter Ali Barro, Dominique Kaboré sowie Djibril Tiémounou und führte zur Neugründung einer Vielzahl von Parteien; Parti social d’émancipation des masses africaines (PSEMA) unter Joseph Conombo und Henri Guissou sowie die Parti progressiste voltaïque (PPV) von Gérard Kango Ouédraogo, die im Juli 1956 mit dem Mouvement dorangiste eines ehemaligen französischen Militärs zum Mouvement démocratique voltaïque (MDV) fusionierte. Die RDA orientierte sich nach der ideologischen Spaltung der nationalen Sektionen 1950 an Houphouët-Boigny.

### Unabhängigkeitsbestrebungen in den 1950er Jahren
In allen französischen Kolonien in Afrika wuchs der Wunsch nach mehr Selbstständigkeit; Die Unterdrückung und Bekämpfung der RDA sowie die Schwächung Frankreichs durch seine Niederlage in Indochina 1954 führten zu immer lauteren Forderungen nach Unabhängigkeit. 1956 begann eine erneute Umstrukturierung des französischen Territorialbesitzes. Das Frauenwahlrecht wurde 1956 eingeführt. Die Wahlen am 31. März 1957 standen im Zeichen des neugeschaffenen Regierungsrates; die RDA konnte die Wahlen knapp gewinnen, Daniel Ouezzin Coulibaly wurde zum Ministerpräsidenten ernannt. Im Dezember stellte die Opposition einen Antrag gegen Ouezzin Coulibaly, der erfolgreich war und Maurice Yaméogo von der MDV auf den Posten des Premierministers brachte.
Während des Algerischen Unabhängigkeitskrieges kam in Frankreich wieder Charles de Gaulle an die Macht, wo 1958 die Fünfte Republik entstand. In Referenden konnten die Kolonien über ihre Unabhängigkeit abstimmen. Daniel Ouezzin Coulibaly von der obervoltaischen RDA befürwortete ein Verbleiben innerhalb der Communauté française, da er die Kolonie noch nicht reif für eine vollständige Selbstverwaltung sah. Auch Maurice Yaméogo sprach den Afrikanern die Befähigung zur Unabhängigkeit zu diesem Zeitpunkt ab, so sagte er, in Obervolta wisse man „noch nicht einmal eine Schachtel Streichhölzer zu produzieren“. Die obervoltaische RDA stand damit im Gegensatz zum gesamt-westafrikanischen Kongress, der in Cotonou stattgefunden hatte. Gérard Kango Ouédraogo bezeichnete die Unabhängigkeitsbefürworter als „Anti-Franzosen“. 
Mit dem abgelehnten Unabhängigkeitsreferendum – kurz zuvor war Ouezzin Coulibaly in Paris verstorben – wurde Obervolta zu einer autonomen Republik, innerhalb der Communauté française mit Frankreich assoziiert. Obervolta schloss sich 1959 der Föderation Mali an, die aber nur kurz Bestand hatte, und schließlich dem Conseil d'entente mit Niger, Dahomey und der Elfenbeinküste.
Kango Ouédraogo und Conombo schlossen sich der RDA an während die Erfahrungen des unabhängigen Guinea, das 1958 als einzige Kolonie für die Unabhängigkeit gestimmt hatte und der Krieg Frankreichs in Algerien, den Wunsch nach Selbstständigkeit wachsen ließen. Guinea war als UNO-Mitglied auf dem internationalen Parkett anwesend und hatte Verträge mit den USA und der Sowjetunion abgeschlossen, was auch in Obervolta mit neidischem Blick verfolgt wurde. Schließlich erklärte auch de Gaulle die Kolonien für reif, in die Unabhängigkeit entlassen zu werden und so entstand am 5. August 1960 die Republik Obervolta.

## Unabhängigkeit Obervoltas

Flagge der unabhängigen Republik Obervolta

### 1960–1966 Maurice Yaméogo erster Präsident
Erster Präsident der neuen Republik Obervolta wurde Maurice Yaméogo, das Land am 20. September Mitglied der Vereinten Nationen. Im November stimmte die Bevölkerung über eine neue Verfassung, die eine präsidiale Republik vorsah, ab und nahm sie im Referendum des 27. November an. Die folgenden Jahre waren geprägt von der außenpolitischen Positionierung innerhalb Afrikas, zwischen moderaten Staaten und panafrikanistischen Kräften. Innenpolitisch wurde um ein Gleichgewicht zwischen moderner und traditioneller Macht gerungen. Die den traditionellen Chefs von den Franzosen gewährten Rechte wurden ihnen in der Folge wieder abgenommen; per Dekret hatte Yaméogo verfügt, dass verstorbene Chefs nicht mehr von Nachfolgern ersetzt werden sollten. 1963 wurde das Land in vier Departements und 40 Kreise aufgeteilt.
Die Partei Union démocratique voltaïque/Rassemblement démocratique africain (UDV/RDA) des Präsidenten war einzig zugelassene Partei, das Streikrecht wurde eingeschränkt, Oppositionelle zum Teil verhaftet. Niedrigere Subventionen Frankreichs, Misswirtschaft und der verschwenderische Regierungsstil brachten das Land an den Rand des Ruins und mobilisierten das Volk. Um die Staatsfinanzen zu sanieren, beschloss Yaméogo 1965, Löhne und Sozialleistungen zu senken. Im Januar 1966 brachten ein Streik und Massenproteste Maurice Yaméogo zum Sturz und Sangoulé Lamizana an die Macht. Daran beteiligt waren Gewerkschaften und im Untergrund operierende Parteien, darunter die Mouvement de libération nationale (MLN) von Joseph Ki-Zerbo.

### 1966–1980 Militär- und Zivilherrschaft im Wechsel unter Sangoulé Lamizana
Am 3. Januar 1966 übernahm der Militär Sangoulé Lamizana die Macht, suspendierte sofort die Verfassung und löste die Nationalversammlung auf. Es wurde eine provisorische Militärregierung gebildet, im Februar ein beratendes Gremium eingesetzt, das im Dezember durch den Conseil supérieur des forces armées (CSFA) ersetzt wurde. Dieser Militärregierung gehörten Offiziere des Generalstabs an. Einige Tage später wurde alle politische Aktivität für die Dauer von vier Jahren verboten. Ziel der neuen Machthaber war es, schnellstmöglich die wirtschaftliche Krise zu beenden. Die Staatsfinanzen wurden saniert, Beamte mussten finanzielle Einschnitte hinnehmen. 1969 konnte das Budgetdefizit eingedämmt werden. Obervolta bekam eine neue Verfassung, nach der ein Drittel der Ministerposten bis zum Ende der Übergangsphase 1970 an Militärangehörige zu vergeben waren. Diese Verfassung der Zweiten Republik wurde per Referendum angenommen.
Aus den Wahlen vom Dezember 1970 ging die RDA von Gérard Kango Ouédraogo als Sieger hervor, der mit der Regierungsbildung beauftragt wurde. Der Parteisekretär Joseph Ouédraogo wurde Parlamentspräsident, die Parti du regroupement africain (PRA) an der Regierung beteiligt. Unstimmigkeiten innerhalb der Parteiführung der RDA brachten die Armee 1974 dazu, wieder die Macht zu übernehmen.
Die Gouvernement de renouveau national (Regierung der nationalen Erneuerung) hatte mit der Dürre, den Folgen der Ölkrise, dem Grenzkonflikt mit Mali und der Opposition der Gewerkschaften zu kämpfen. Diese forderten die Rückkehr zur verfassungsgemäßen Ordnung. Lamizana löste die Regierung schließlich auf und ernannte 1976 eine Übergangsregierung, die ein Jahr Bestand hatte und mit der Ausarbeitung einer neuen Verfassung beauftragt war. Diese sah eine Beschränkung auf drei Parteien und die Einsetzung einer Regierung der nationalen Einheit vor. Diese wurde 1977 eingesetzt und die Verfassung per Referendum angenommen.
1978 fanden Parlaments- und Präsidentschaftswahlen statt, bei denen Sangoulé Lamizana zum Präsidenten gewählt wurde. Premierminister wurde Joseph Conombo. Probleme mit den Gewerkschaften, und der „Streik der 56 Tage“ führten schließlich zu einem weiteren Putsch und dem Sturz Lamizanas im Jahre 1980.

### 1980–1983 Zeit der Militärputsche; Präsidenten Saye Zerbo und Jean-Baptiste Ouédraogo
Mit dem Putsch wurde das Comité militaire pour le redressement national (CMRPN) geschaffen, Präsident wurde der ehemalige Außenminister Saye Zerbo. Die neue Staatsführung wandte sich zunächst den ländlichen Gebieten zu, verlor aber schnell an Popularität, wofür hauptsächlich Einschränkungen des Streikrechts und der Auswanderung verantwortlich waren. Es kam zu Konflikten innerhalb der Armee, Thomas Sankara erschien auf der politischen Bühne; für fünf Monate war er Staatssekretär für Information. Nach seiner Entlassung führt der Unmut unter den jungen Offizieren zum Staatsstreich. Zerbo wurde gestürzt und ein Conseil du salut du peuple (CSP) geschaffen.
Präsident wurde Jean-Baptiste Ouédraogo, die Staatsführung war gespalten zwischen den Kräften, die wieder eine verfassungsgemäße Ordnung herstellen wollten (zu ihnen gehörte Ouédraogo) und fortschrittlichen jungen Offizieren, die den Premierminister Sankara unterstützen. Die Krise verstärkte sich mit der Festnahme Sankaras und seiner Getreuen. Die Jugend der Hauptstadt protestierte und obwohl die gemäßigten Kräfte mit Haftentlassungen und Gegendemonstrationen reagierten, konnte die Spaltung des Militärs und die Schwächung des Staates nicht aufgehalten werden. Unter Führung des Offiziers Blaise Compaoré stürzte eine Gruppe von Soldaten aus Pô am 4. August 1983 den Präsidenten. Es folgte die Schaffung des Conseil national de la révolution (CNR).

## Revolution 1983; Thomas Sankara Präsident

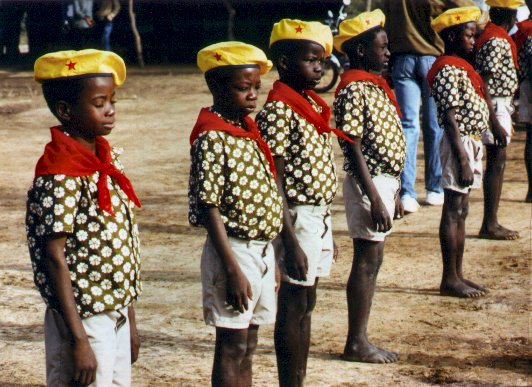
„Pioniere der Revolution“ (1983–1986)

Dem Revolutionsrat (CNR) standen vier Personen vor; Thomas Sankara, Blaise Compaoré, Jean-Baptiste Lingani und Henri Zongo. Sankara war ein panafrikanisch-sozialistischer Revolutionär, der mit den traditionellen Auslandsbeziehungen brach, sich an Ghana, Libyen und Kuba orientierte und das Volk mobilisierte, um den Kampf gegen die Armut aus eigener Kraft anzugehen. Unterstützt wurde die neue Führung von verschiedenen kommunistischen Parteien und den im ganzen Land errichteten Comités de défense de la révolution (CDR). Sankara organisierte die administrative Verwaltung des Landes neu, verstaatlichte Grund und Boden und ließ Pläne zum Bau von Schulen, Brunnen und Stauseen sowie Massenimpfungen durchführen. Löhne wurden gesenkt und den Beamten strikte Sparmaßnahmen auferlegt.
Sankara wurde vor allem von der Jugend verehrt, benannte das Land am 4. August 1984 in Burkina Faso um, das durch ihn internationale Bekanntheit erlangen konnte. 1985 vereinbarte er mit Ghanas Präsident Jerry Rawlings den Zusammenschluss beider Staaten. Er brachte mit seinem Regierungsstil und dem Zwangscharakter seiner Pläne aber die traditionellen Eliten gegen sich auf und wurde 1987 von seinem engen Verbündeten Blaise Compaoré gestürzt und im Verlauf dieses Umsturzes erschossen. Diese réctification der Revolution von 1984 wurde von Compaoré damit begründet, dass Sankara die Ziele ebenjener zu verraten im Begriff war.
Ende 1985 war ein Streit mit dem Nachbarstaat Mali um den wenige Quadratkilometer großen Agacher-Streifen zum offenen Krieg um den Agacher-Streifen eskaliert. Dieser Konflikt wurde jedoch bereits nach zehn Tagen eingestellt und schließlich durch einen von beiden Staaten akzeptierten Urteilsspruch des Internationalen Gerichtshofes in Den Haag endgültig beigelegt.

## Vierte Republik unter Blaise Compaoré

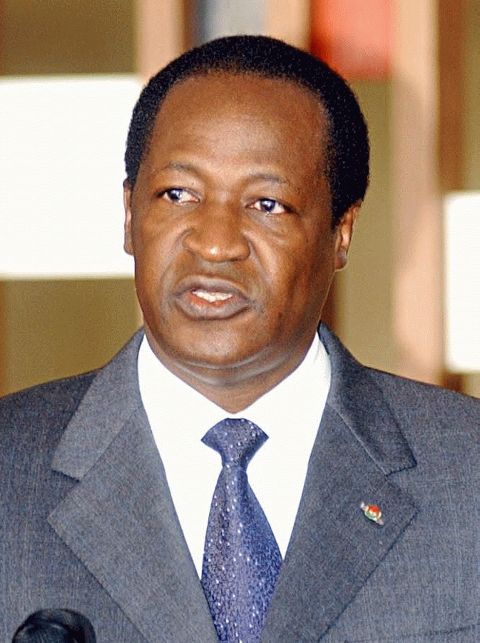
Präsident Blaise Compaoré

Neuer Präsident und Führer der Front populaire wurde Blaise Compaoré, der die politische Lage zu entspannen versuchte. Politische Gefangene wurden freigelassen und der Dialog zwischen den Akteuren der Gesellschaft aufgenommen. Die Beziehungen zu den traditionellen Chefs wurden wieder aufgenommen.
Mit den weltpolitischen Umwälzungen 1989/1991 kam auch Burkina Faso unter Druck, sich zu demokratisieren. 1991 wurde eine neue Verfassung angenommen, die ein Mehrparteiensystem einrichtete und die Vierte Republik schuf. Blaise Compaoré wurde in Wahlen, die von der Opposition boykottiert wurden, zum Präsidenten gewählt. 1998 kam es infolge des Mordes am regierungskritischen Journalisten Norbert Zongo zu innenpolitischen Spannungen. Vor allem die Rolle des Bruders von Compaoré ist Kritikern zufolge nicht aufgedeckt worden. Compaoré kündigte an, auf eine Versöhnung im Lande hinzuarbeiten und Menschenrechtsverletzungen aus den Jahren nach dem Sturz Sankaras aufzuklären. Bei den Parlamentswahlen im Jahre 2002 musste seine Partei starke Verluste hinnehmen.
Nach einer Verfassungsänderung, die die Abstände zwischen den Wahlen und Wiederwahlbeschränkungen neu festlegte, gab es im Land Stimmen, die meinten, Compaoré könne zu den Wahlen 2005 nicht mehr antreten. Das Verfassungsgericht entschied aber, dass die Neuregelungen nicht rückwirkend anzuwenden seien. Compaoré konnte sich dementsprechend als Kandidat präsentieren und wurde mit weitem Abstand vor den Mitkandidaten wiedergewählt; bei diesen Wahlen hatte zum ersten Mal die gesamte Opposition teilgenommen.
Nachdem Burkina Faso in den letzten Jahren vorgeworfen worden war, seine Nachbarländer zu destabilisieren (Unterstützung von Opposition in Togo und Putschversuch in Mauretanien) konnte sich Compaoré als Mittler zwischen den Konfliktparteien in Togo und der Elfenbeinküste (Abkommen von Ouagadougou) profilieren.

## Sturz Compaorés, Übergangsregierung und Neuwahlen
Eine geplante Verfassungsänderung, die Compaoré eine fünfte Amtszeit ermöglichen sollte, wurde von der Opposition stark kritisiert und führte Anfang 2014 zur größten Demonstration seit langem. In der letzten Oktoberwoche weiteten sich die Proteste aus und führten zu Ausschreitungen. Am Vortag der Abstimmung im Parlament über die Verfassungsänderung hatten Gewerkschaften und Opposition zu einem Streik aufgerufen. Am 30. Oktober 2014, dem Tag der geplanten Abstimmung, entmachtete das Militär nach eigenen Angaben die Regierung und löste das Parlament auf. Am folgenden Tag trat Compaoré als Präsident zurück; Armeechef Nabéré Honoré Traoré hatte zuvor erklärt, bis zur Wiederherstellung einer verfassungsmäßigen Ordnung „binnen zwölf Monaten“ werde eine Übergangsregierung die Macht übernehmen. Er habe „gemäß der Verfassung“ das Amt des Staatschefs übernommen; Compaoré kündigte Neuwahlen innerhalb von 90 Tagen an. Der Vizechef der Präsidentengarde, Oberst Isaac Yacouba Zida, erhob ebenfalls Anspruch auf den Posten des Übergangspräsidenten und bezeichnete die Erklärung Traorés als „unwirksam“. Am 1. November stellte sich die Militärführung einstimmig hinter Zida, auch Konkurrent Traoré unterzeichnete eine entsprechende Erklärung. Zida kündigte an, die „staatliche Kontinuität“ zu wahren und für einen „ruhigen demokratischen Übergang“ sorgen zu wollen. Compaoré hatte zwischenzeitlich das Land verlassen und war in den Nachbarstaat Elfenbeinküste geflohen.
Bei der Wahl im November 2015 wurde Roch Marc Kaboré zum neuen Präsidenten gewählt. 

## Entwicklung seit 2019
2019 stellte die UNO fest, dass die Regierung die Kontrolle über den Norden und Osten des Landes weitgehend an Dschihadisten verloren habe. Teils seien diese durch französische Truppen aus Mali verdrängt, teils von Ansaroul Islam aus der muslimischen Ethnie der Fulbe rekrutiert worden. Es gäbe eine halbe Million Binnenflüchtlinge und 300.000 Kinder können keine Schule besuchen. Im Februar 2020 meldete das UNHCR rund 865.000 Binnenflüchtlinge und fast 2000 Tote durch islamistische Gruppen.
Am 24. Januar 2022 putschte sich das Militär an die Macht. Am 30. September 2022 kam es zu einem weiteren Putsch.